# 维多利亚区

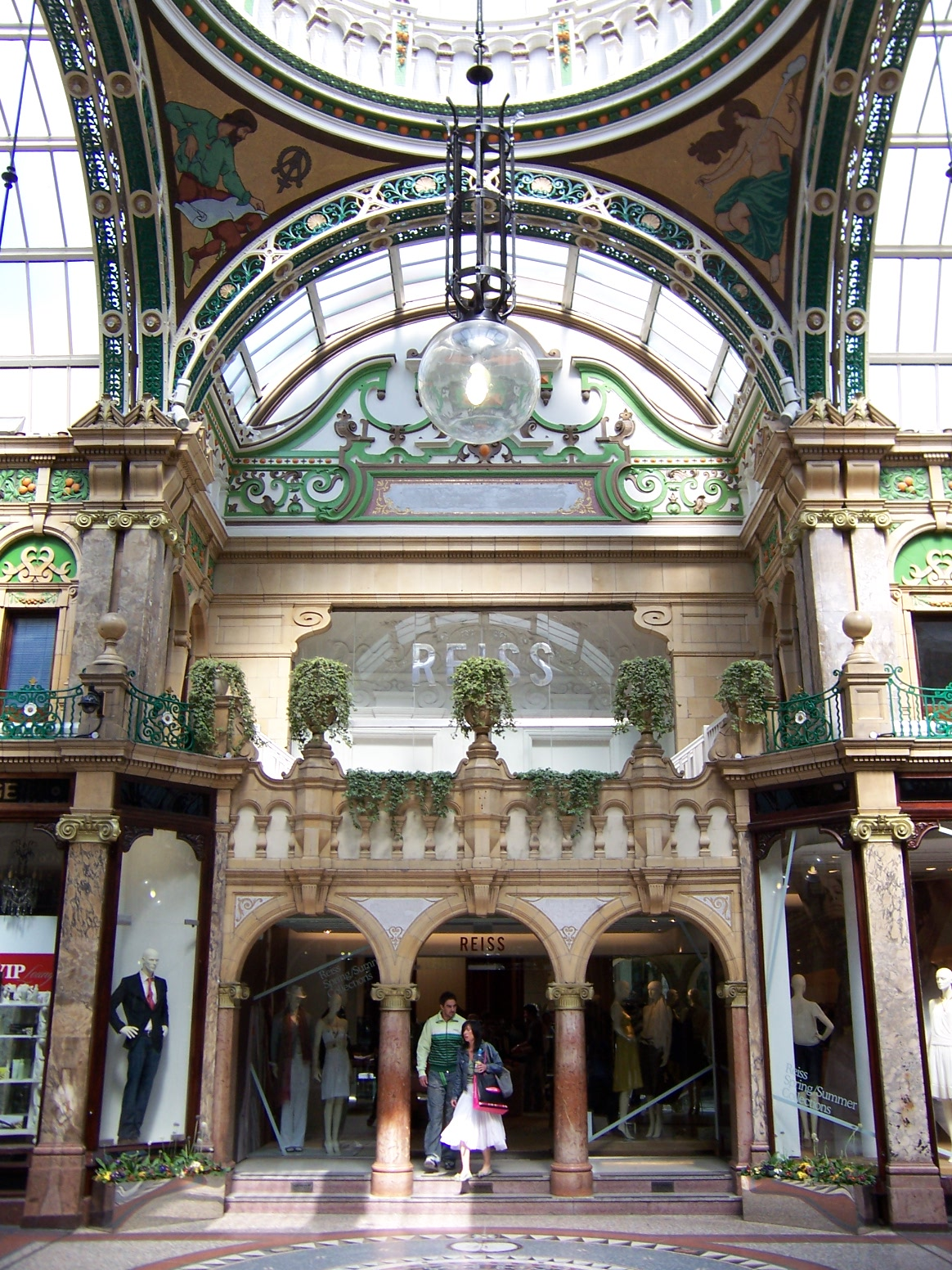
维多利亚区

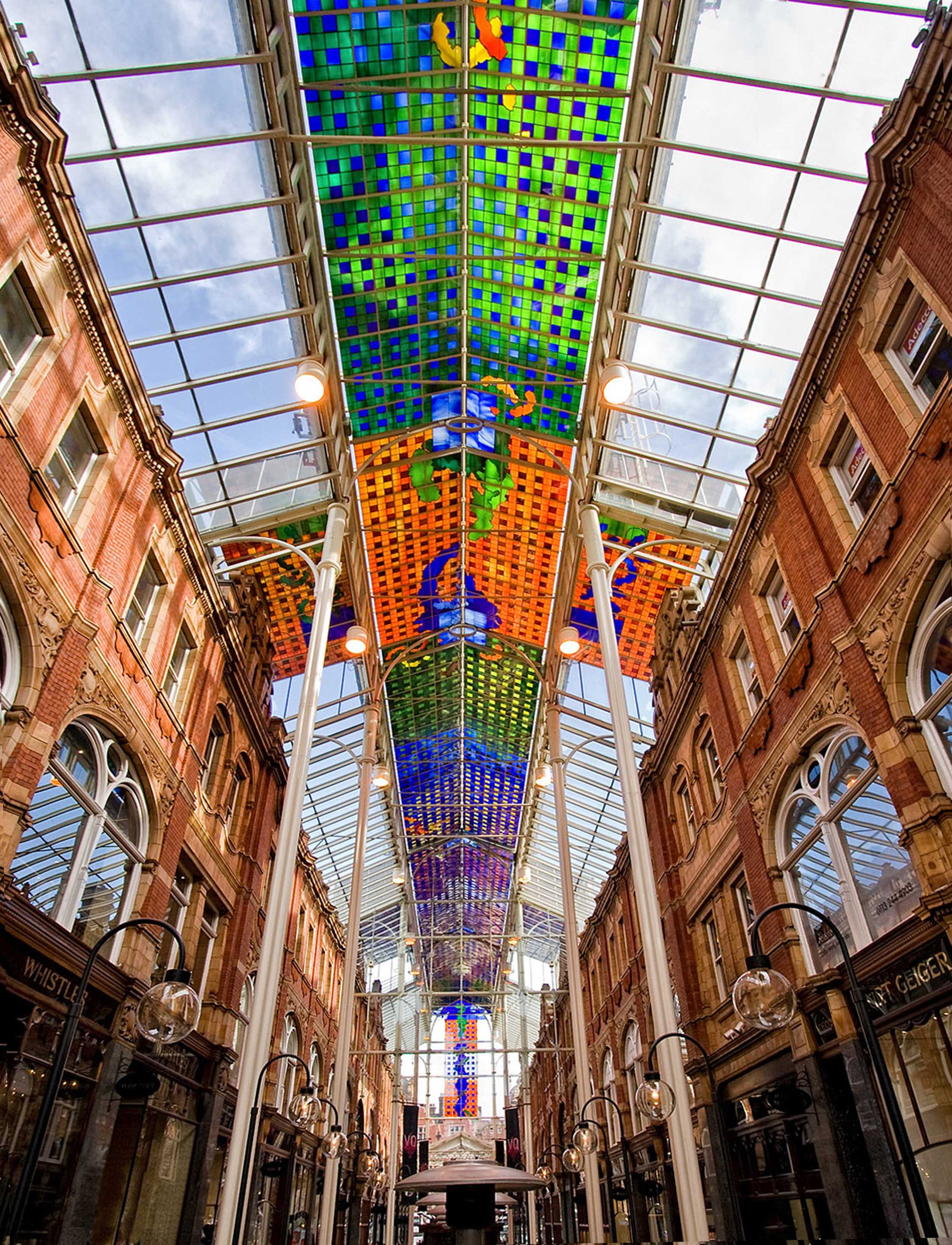
艺术家布莱恩·克拉克的彩色玻璃天棚

维多利亚区（Victoria Quarter）是英国利兹的一个高档购物区。它包括三个街区，介于布里格盖特（Briggate）和比卡尔巷（Vicar Lane）之间，包括County Arcade、Cross Arcade、维多利亚女王街和爱德华国王街。
维多利亚区开发于1900年前后，由建筑师弗兰克·马彻姆（Frank Matcham）设计，原本还包括他的帝国宫殿剧院（Empire Palace Theatre），但后者已在20世纪60年代拆除。外观主要采用陶器作坊的彩陶，内部大量使用马赛克以及大理石。在1990年至1996年，维多利亚区进行了修复，在维多利亚女王街上安装了玻璃屋顶。 
最新开张的是叮叮猫精品店（Arrogant Cat Boutique）在伦敦以外的第一家商店，Reiss也计划在County Arcade总店对面开设专用配件分店。Church's 鞋店、Firetrap和大内密探（Agent Provocateur）内衣店也在维多利亚区开设了伦敦以外的第一家商店。 
1996年，夏菲尼高（Harvey Nichols）百货店搬到利兹帝国宫殿剧院旧址，使利兹获得“北方的骑士桥”称号。2006年9月19日，路易威登在此开设第一个有VIP区域的店铺。Paul Smith 在利兹开设在英国的第三个旗舰店，而 Religion 选择维多利亚区作为在英国的第一个旗舰店的位置。